# Pacorus II
Pacorus II, död 110, var kung av Partherriket mellan 78 och 110 e.Kr. 